# Bastione del Parlascio
Il bastione del Parlascio è una fortificazione difensiva collocata all'esterno delle mura di Pisa accanto all'odierna Porta a Lucca.

## Storia e descrizione
La prima fortificazione a protezione porta del Parlascio, una delle porte più importanti della città, era composta da una torre portaia costruita nel 1320 da Jacopo di Ridolfo. Con la prima dominazione fiorentina, venne la necessità di rafforzare tale accesso alla città per cui nella prima metà del XV secolo fu costruita una controporta, attribuita a Filippo Brunelleschi. Nel 1543 fu costruito il bastione visibile tuttora dall'architetto Nanni Unghero, uno dei primi esempi di fortificazione alla moderna in Italia. Con l'ultima espansione della struttura, la porta del Parlascio venne definitivamente chiusa e conseguentemente venne aperta nelle immediate adiacenze l'odierna Porta a Lucca.
Nel 1781, diminuite le necessità di protezione della città essendo ormai da tempo parte del Granducato di Toscana, i Lorena iniziarono l'attività di alineazione delle strutture militari vendendo a privati i manufatti, cosicché alla fine del XVIII secolo bastione fu riconvertito a ghiacciaia, funzione che mantenne fino al 1900.
Durante la seconda guerra mondiale il bastione fu usato come rifugio antiaereo. Nel dopoguerra gli spazi furono divisi in tre proprietà e venduti a privati, nell'apertura interna delle mura vi fu un'officina, mentre fino al 2021 vi era un bar sull'angolo tra via Contessa Matilde e Largo del Parlascio. Tutta la parte interna è invece sempre stata chiusa e non accessibile se non in poche rare occasioni.
In vista di un recupero, il bastione fu acquistato dal Comune di Pisa nel maggio 2013 per più di 1 milione di Euro e nella fine del 2021 sono partiti i lavori di restauro di tutti gli ambienti interni per adibuirlo a museo multimediale ed accesso al camminamento delle mura. Il 12 luglio 2024 è terminato l'intervento di restauro interno e l'installazione del museo virtuale, permettendo anche l'accesso alle mura dal bastione stesso.
All'interno sono ancora leggibili le varie fasi costruttive.